# Дайман
Дайман (исп. Río Dayman) — река в республике Уругвай, левый приток реки Уругвай. Длина реки составляет 210 км, бассейн занимает площадь 3183 км².
Дайман берёт начало на возвышенности Кучилья-де-Аэдо на северо-западе Уругвая. Является естественной границей между департаментами Сальто и Пайсанду.